# Егзоскелет
Егзоскелет (од грчког εξω, еко „спољашњи“ и σκελετος, костур „костур“) је спољашњи костур који подржава и штити тело животиње, за разлику од унутрашњег скелета (ендоскелета), на пример, човека. Примери животиња са егзоскелетима укључују инсекте као што су скакавци и жохари, y затим ракове и јастоге, као и шкољке. Неке животиње, попут корњаче, имају и ендоскелет и егзоскелет.